# Edwin Perkins
Edwin Arend Perkins (31 de agosto de 1953) é um matemático canadense. Trabalha com teoria das probabilidades.
Obteve um doutorado na Universidade de Illinois em Urbana-Champaign em 1979, orientado por Frank Bardsley Knight, com a tese A non-standard approach to Brownian local time.
Foi palestrante convidado do Congresso Internacional de Matemáticos em Zurique (1994: Measure valued branching diffusions and interactions).

## Obras
- On the martingale problem for interactive measure-valued branching diffusions, American Mathematical Society 1995
- com Donald Dawson Measure-valued processes and Renormalization of Branching Particle Systems, in R. Carmona, B. Rozovskii Stochastic Partial Differential Equations: Six Perspectives, American Mathematical Society Mathematical Surveys and Monographs, Band 64, 1999, S. 45-106.
- com Donald Dawson Historical processes, American Mathematical Society 1991